# 阿多裴罗
阿多裴罗（?—?），突骑施黑姓可汗。乾元年间，黑姓可汗阿多裴罗还能遣使者入朝朝见唐肃宗。唐代宗大历年间之后，葛逻禄强盛，徙居到碎叶川，黑黄二姓势微，臣服于葛逻禄，西突厥阿史那斛瑟罗的余部归附回鹘。突骑施破灭後，有厖特勒居于焉耆城，称叶护，余部据守金莎领，部众至二十万。
| 前任： 登里伊罗蜜施 | 突骑施可汗 750年代—760年代 | 繼任： 無 |